# Private Line
I Private Line sono un gruppo musicale Sleaze Rock finlandese fondato nel 1996 a Helsinki.

## Storia del gruppo
Partecipando a varie competition di band esordienti e mettendo da parte i soldi delle vincite, nel 1998 i Private Line diedero alla luce il primo EP Smooth Motions, un disco influenzato da ritmiche dure e selvagge dello sleaze glam.
Incominciarono a fare diversi concerti, a far uscire un demo anche all'estero e la formazione subì qualche cambiamento. Quando nel 2001 la band si trasferì ad Helsinki il chitarrista Jari Huuttunen lasciò la band per unirsi al gruppo Timo Rautiainen & Trio Niskalaukaus, e al suo posto entrò a far parte del gruppo l'ex chitarrista/cantante dei Palmcut Jack Smack.
Composto da sei brani, il secondo EP Six Songs of Hellcity Trendkill, pubblicato da Bad Habits Records/Kraklund Records, segnò il loro ufficiale esordio.
Nel 2004 viene alla luce l'album di debutto 21st Century Pirates,, pubblicato da Bad Habits Records/Playground Music), riuscendo a farsi notare anche all'estero. Nel febbraio dello stesso anno, il singolo Forever and a day aveva raggiunto il 3º posto nella Top20 dei singoli finlandesi subito seguito dal 4º posto del secondo singolo 1-800-Out-Of-Nowhere di cui girarono anche un video con Thomas Hencz per le strade di Jyväskylä. L'album venne pubblicato anche in Giappone, Russia e Italia.
Nel maggio del 2006 il singolo Broken Promised Land anticipò il secondo album Evel Knievel Factor. Girarono il video del singolo a Los Angeles e nel deserto del Nevada durante il settembre del 2006, e con esso diverse foto promo con il fotografo finlandese Ville Juurikkala. Il 1º novembre l'album uscì finalmente in Finlandia con 11 canzoni. Verso metà dicembre, una versione speciale del CD uscì in Giappone, contenente due canzoni inedite dal titolo Tokyo e He's a Whore; la band deciderà poi di usare la prima come b-side del singolo Sound Advice uscito il 31 gennaio 2007 (di cui poi verrà girato il video e fatto uscire lo stesso giorno) assieme alla canzone Criminal (al momento ancora inedita).

## Formazione

### Formazione attuale
- Sami Aaltonen (Sammy Aaltonen) - voce
- Jack - chitarra, voce
- Ilari Heinäaho (Illy) - chitarra, synths, voce
- Juha "Juuso" Kinnunen (Spit) - basso, voce
- Eliaz - batteria, voce

### Ex componenti
- Jari Huttunen - chitarra (1996-2002)
- Janne Kulju - basso (1996-1999)

## Discografia

### Album
- 21st Century Pirates (2004)
- Evel Knievel Factor (2006)
- Dead Decade (2011)

### EP
- Smooth Motions (1998)
- Six Songs of Hellcity Trendkill (2002)

### Singoli
- Already Dead (2004)
- 1-800-Out-Of-Nowhere (2004)
- Forever and a Day (2004)
- Broken Promised Land (2006)
- Sound Advice (2007)
- Dead Decade (2011)
- Deathroll Casino (2011)

### Compilation
- Fan Records (1999) - Sick Of Myself
- Klamydia -Piikkinä Lihassa, Klamydia 15v. (2003) - Junkies Love
- Rock2006.fi-Vuoden Kovimmat Rockhitit (2006) - Broken Promised Land
- Tuhma Rock-kokoelma Vol.1 (2007) - Broken Promised Land
- Mama Trash Family Artists Volume One (2007) - Broken Promised Land
- Sweden Rock Magazine Vol.43 (2007) - Broken Promised Land
- Mama Trash Family Artists Volume 2 (2007) - He's A Whore (Cheap Trick-cover)

### Colonne sonore di film
- Sleep Tight (2004) Levottomat 3
- Sound Advice (2007) V2 - Jäätynyt Enkeli

### Video musicali
- Forever and a Day (2004)
- 1-800-Out-of-Nowhere (2004)
- Broken Promised Land (2006)
- Sound Advice (2007)